# Федотовское сельское поселение (Татарстан)
Федотовское сельское поселение — сельское поселение в Лениногорском районе Татарстана.
Административный центр — село Федотовка.

## Населённые пункты
В состав поселения входят 3 населённых пункта:
- сёла: Федотовка, Кузьминовка.
- деревня: Тукмак.

## Население
| 2010 | 2011 | 2012 | 2013 | 2014 | 2015 | 2016 |
| ---- | ---- | ---- | ---- | ---- | ---- | ---- |
| 553  | ↘550 | ↘543 | →543 | ↘542 | ↘532 | ↘514 |
| 2017 | 2018 |      |      |      |      |      |
| ↘493 | ↘485 |      |      |      |      |      |